# Compagnia dei custodi delle Sante Croci

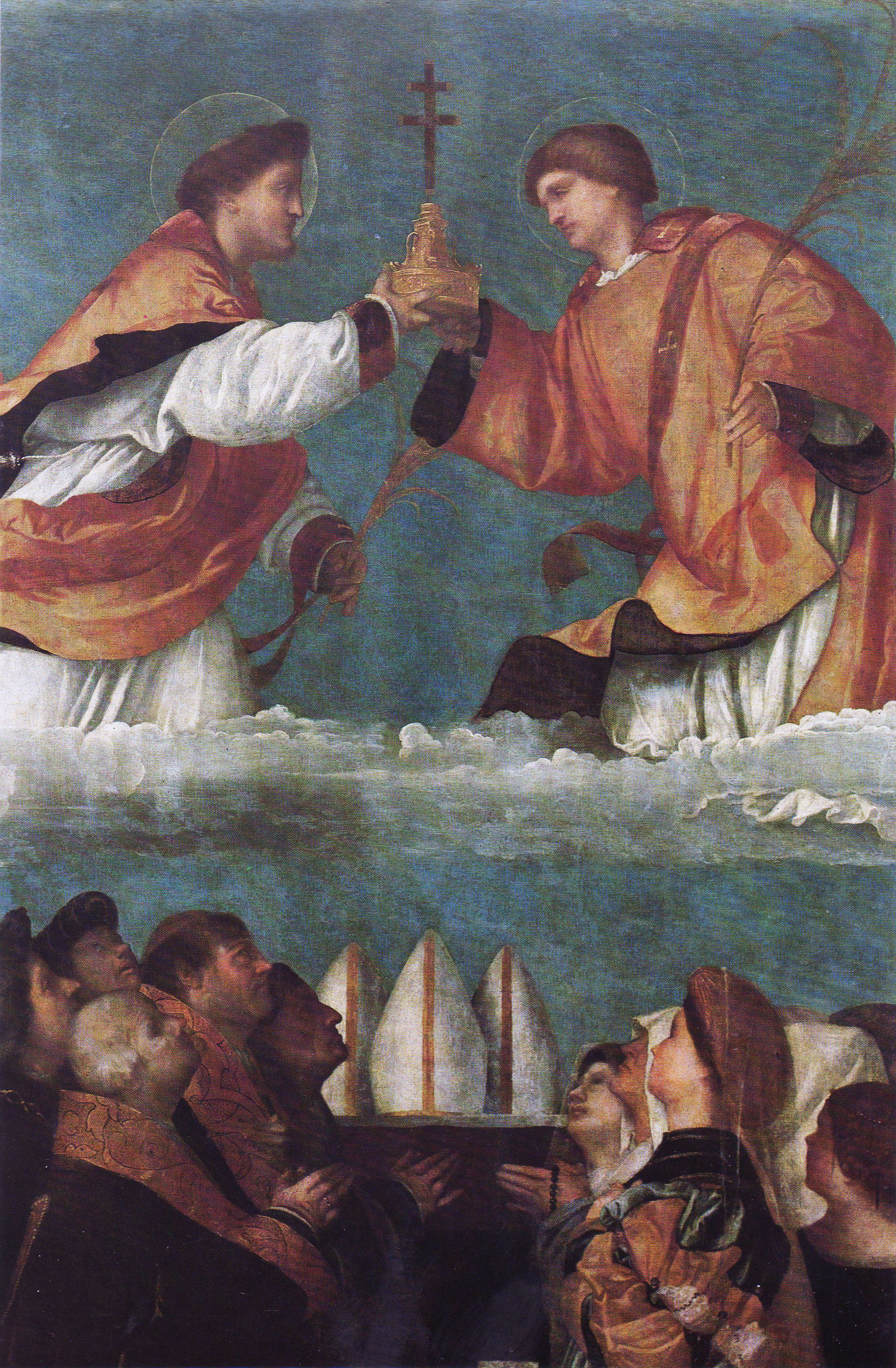
Moretto, Stendardo delle Sante Croci, 1520: l'originale stendardo della compagnia.

La Compagnia dei Custodi delle Sante Croci è stata una compagnia laica con caratteristiche cavalleresche fondata nel 1520 con lo scopo di amministrare e salvaguardare il tesoro delle Sante Croci, custodito nel Duomo vecchio di Brescia. 
A seguito dell'era Napoleonica, la Compagnia ha cessato di esistere nelle forma storica ed è, successivamente, rinata quale associazione di fedeli con statuto approvato dall'Ordinario Diocesano di Brescia.
Nel 2020, per i 500 anni della Compagnia dei Custodi delle Sante Croci, Papa Francesco ha indetto un Giubileo Straordinario.

## Storia
Il 3 marzo 1520, all'ordine del giorno di una riunione del consiglio comunale di Brescia, si trova una richiesta avanzata da Mattia Ugoni, vescovo di Famagosta e suffraganeo del vescovo di Brescia Paolo Zane, nella quale il prelato chiede che venga accordata una sovvenzione di cento lire a vantaggio di una confraternita descritta come recentemente costituita "in onore" del tesoro delle Sante Croci del duomo vecchio. Vengono inoltre richiesti la commissione di uno stendardo processionale e urgenti interventi murari nella cappella delle Sante Croci, completata un ventennio prima. Si tratta del più antico documento storico che testimoni l'esistenza di una compagnia laica con l'obiettivo di custodire il tesoro, nata evidentemente poco prima del 1520.
Il consiglio comunale accetta la proposta di finanziamento e, sotto mediazione di Mattia Ugoni, commissiona al Moretto l'esecuzione dello stendardo delle Sante Croci, nei secoli smembrato e conservato dalla seconda metà dell'Ottocento nella pinacoteca Tosio Martinengo.
Nel corso dei secoli, la compagnia ha svolto e supportato tutte le operazioni di gestione, salvaguardia, amministrazione e difesa del tesoro, mantenendo la sua integrità e occupandosi della sua manutenzione, così come della cappella delle Sante Croci nella quale era ed è ancora custodito.

## La compagnia oggi
Dopo la secolarizzazione ottocentesca e la riduzione, fino alla scomparsa, della maggior parte delle attività che rendevano necessaria l'amministrazione della confraternita e davano uno scopo alla sua esistenza (processioni, messe suffraganee, abbellimento della cappella, acquisto e vendita di beni mobili, eccetera), la compagnia dei Custodi è presto decaduta in un ruolo di pura rappresentanza. Ciò non toglie, comunque, che qualsiasi intervento gestionale o amministrativo riguardante il tesoro e la cappella (restauri o manutenzioni) sia ancora deliberato e supervisionato dai confratelli. La compagnia, composta da un massimo di trecento confratelli, in generale è attiva nella salvaguardia, nel restauro e nella promozione alla conoscenza del tesoro delle Sante Croci di Brescia.
Ruolo attivo di particolare rilievo è la presenza di molti membri della compagnia durante le due esposizioni ordinarie annuali del tesoro, che si tengono in duomo nuovo l'ultimo venerdì di Quaresima e il 14 settembre, festa dell'Esaltazione della Santa Croce. Nelle medesime occasioni, la compagnia organizza anche delle meditazioni religiose dette "Quaresimali". In secondo luogo, la compagnia promuove e finanzia pubblicazioni sul tema e partecipa, in genere, ai principali eventi religiosi della città.